# La maga (novela)
La maga (título original: The Magician's Apprentice) es una novela de fantasía de la escritora australiana Trudi Canavan. Se publicó por primera vez en 2009 y ganó el premio Aurealis 2010 a la mejor novela de fantasía. La edición española apareció en febrero de 2012.
La maga es una precuela de la trilogía Crónicas del mago negro, compuesta por las novelas El Gremio de los Magos, La aprendiz y El Gran Lord. Puede leerse con independencia de la trilogía.

## Sinopsis
La historia de La maga se desarrolla en el mismo mundo que las Crónicas del mago negro, pero siete siglos antes de los acontecimientos narrados en ella. Las naciones fronterizas de Sachaka y Kyralia viven una paz tensa. Si bien los magos son la casta dominante en ambas sociedades, en Sachaka predomina el esclavismo, que no existe en Kyralia.
En el pueblo kyraliano de Mandryn, situado en la frontera con Sachaka, la joven Tessia ayuda a su padre, el sanador del pueblo. Pero un intento de agresión por parte de un mago sachakano le hace descubrir que posee poderes mágicos innatos. Tessia se ve obligada a convertirse en aprendiz de lord Dakon, el mago que gobierna la provincia. Mientras, los rumores de una guerra inminente entre Sachaka y Kyralia son cada vez más intensos, y pronto los confirmará el ataque sobre el pueblo de Mandryn, que obligará a los protagonistas a prepararse para la guerra.

## Premios
La maga ganó el premio Aurealis a la mejor novela de fantasía en 2010.